# Véronique Claudel
Pour les articles homonymes, voir Claudel.
Véronique Claudel, née le 22 décembre 1966 à Cornimont (Vosges) de parents habitant à La Bresse, est une biathlète française, membre de l'équipe championne aux Jeux olympiques d'hiver de 1992 à Albertville sur le relais 3 × 7,5 km.

## Biographie
Claudel obtient sa première sélection en championnat du monde en 1986. En 1988, elle est plusieurs fois présente dans le top dix d'épreuves de Coupe du monde, et est onzième de l'individuel aux Championnats du monde à Chamonix. Elle améliore cette performance à l'édition 1990 en se classant neuvième du sprint, ce qui reste son meilleur résultat en mondial.
Lors de la saison 1990-1991, elle parvient à monter sur son premier podium individuel en prenant la deuxième place de l'individuel de Ruhpolding. Un an plus tard, elle gagne sa première course avec ses coéquipières du relais à Antholz. Juste après, elle fait partie des biathlètes participantes à la première édition de biathlon féminin aux Jeux olympiques. À ces Jeux d'Albertville, après une 24e place au sprint, elle contribue au sacre olympique du relais français devant les Allemandes avec Corinne Niogret et Anne Briand, le premier de toute l'histoire du biathlon français. Elle continue avec une quatrième place sur l'individuel.
Lors des trois années suivantes, elle collecte quatre médailles aux Championnats du monde : l'argent du relais en 1993 et 1995 et le bronze de la course par équipes en 1994 et 1995.
Aux Jeux olympiques d'hiver de 1994, qui sont aussi ses derniers, elle gagne la médaille de bronze au relais avec Niogret, Briand et Burlet. Juste après, de retour dans la Coupe du monde, elle obtient deux deuxièmes places à Hinton, portant définitivement son total de podiums individuels à quatre, un an après son troisième, obtenu à Kontiolahti sur l'individuel. Elle obtient son ultime podium dans un relais en 1997 à Antholz. 

## Palmarès Biathlon

### Jeux olympiques d'hiver
| Épreuve / Édition   | Individuel | Sprint | Relais                              |
| ------------------- | ---------- | ------ | ----------------------------------- |
| JO 1992 Albertville | 4e         | 24e    | Médaille d'or, Jeux olympiques      |
| JO 1994 Lillehammer | 20e        | 20e    | Médaille de bronze, Jeux olympiques |

### Championnats du monde
| Mondiaux \ Épreuve | individuel     | Sprint         | Poursuite                        | Relais                   | Course par équipes               |
| 1986 Falun         | 29e            | 33e            | Épreuve inexistante à cette date | —                        | Épreuve inexistante à cette date |
| 1987 Lahti         | 23e            | 20e            | Épreuve inexistante à cette date | —                        | Épreuve inexistante à cette date |
| 1988 Chamonix      | 11e            | 20e            | Épreuve inexistante à cette date | 8e                       | Épreuve inexistante à cette date |
| 1989 Feistritz     | 12e            | 16e            | Épreuve inexistante à cette date | 8e                       | 8e                               |
| 1990 Minsk Oslo    | 17e            | 9e             | Épreuve inexistante à cette date | —                        | —                                |
| 1991 Lahti         | 20e            | 28e            | Épreuve inexistante à cette date | 4e                       | 8e                               |
| 1992 Novossibirsk  | JO Albertville | JO Albertville | Épreuve inexistante à cette date | JO Albertville           | 4e                               |
| 1993 Borovets      | 21e            | 15e            | Épreuve inexistante à cette date | Médaille d'argent, monde | —                                |
| 1994 Canmore       | JO Lillehammer | JO Lillehammer | Épreuve inexistante à cette date | JO Lillehammer           | Médaille de bronze, monde        |
| 1995 Antholz       | 32e            | —              | Épreuve inexistante à cette date | Médaille d'argent, monde | Médaille de bronze, monde        |
| 1996 Ruhpolding    | 34e            | 48e            | Épreuve inexistante à cette date | —                        | —                                |
| 1997 Osrblie       | 35e            | —              | —                                | —                        | 5e                               |

Légende :

 : deuxième place, médaille d'argent

 : troisième place, médaille de bronze

 : épreuve inexistante

— : pas de participation à cette épreuve

### Coupe du monde
- Meilleur classement général : 8e en 1991 et 1994[1].
- 4 podiums individuels : 3 deuxièmes places et 1 troisième place.
- 6 victoires en relais.

#### Classements annuels
| Année | Classement général final |
| 1988  | 10e                      |
| 1989  | 30e                      |
| 1990  | 22e                      |
| 1991  | 8e                       |
| 1992  | 18e                      |
| 1993  | 10e                      |
| 1994  | 8e                       |
| 1995  | 23e                      |
| 1996  | 38e                      |
| 1997  | 40e                      |
| 1998  | 84e                      |

### Autres
- 12 fois championne de France.

## Palmarès ski de fond

### Championnats de France
Championne de France Elite dont :
- Relais : 1985

## Vie privée
Elle est mariée à Yannick Botet qui a été notamment le coach de Martin Fourcade. Leur fille Paula, née le 19 décembre 2000 à La Bresse, pratique également le biathlon en IBU Cup. Elle est également la mère de Martin, né le 3 avril 2004.